# Paraleptophlebia sticta
Paraleptophlebia sticta is een haft uit de familie Leptophlebiidae. De wetenschappelijke naam van de soort is voor het eerst geldig gepubliceerd in 1953 door Burks.
De soort komt voor in het Nearctisch gebied.